# NGC 3965
NGC 3965 is een niet-bestaand object in het sterrenbeeld Beker. Het hemelobject werd in 1886 ontdekt door de Amerikaanse astronoom Francis Preserved Leavenworth. 